# آدم فيث
آدم فيث (بالإنجليزية: Adam Faith)‏ هو صحفي ومدير مواهب ومغني ووكيل مواهب وممثل بريطاني، ولد في 23 يونيو 1940 في أكتون في المملكة المتحدة، وتوفي في 8 مارس 2003 في ستوك أون ترينت في المملكة المتحدة بسبب نوبة قلبية.

## وصلات خارجية
- آدم فيث على موقع IMDb (الإنجليزية)
- آدم فيث على موقع الموسوعة البريطانية (الإنجليزية)
- آدم فيث على موقع ميوزك برينز (الإنجليزية)
- آدم فيث على موقع قاعدة بيانات الأفلام السويدية (السويدية)
- آدم فيث على موقع إن إن دي بي (الإنجليزية)
- آدم فيث على موقع أول ميوزيك (الإنجليزية)
- آدم فيث على موقع ديسكوغز (الإنجليزية)
- آدم فيث على موقع قاعدة بيانات الفيلم (الإنجليزية)